# 布倫南魚雷
布倫南魚雷（英語：Brennan torpedo）是愛爾蘭裔澳大利亞发明家路易斯·布倫南於1877年申請專利的魚雷。它由兩具反向旋轉的螺旋槳，通過從纏繞在魚雷內部的導線鼓裡快速放出鋼線時帶起的旋轉所推動。連接到岸基設施的導線上的速度差異可使得魚雷可以達到27節（31.07英里每小時）的時速引導到最大距離達到2,000碼（1,828.80）的目標。
布倫南魚雷通常被稱為世界上第一枚制導導彈，但約翰·愛立信、約翰·路易·萊和維克多·馮·謝里哈都早於它發明了制導魚雷；但是，布倫南的魚雷概念要簡單得多，並可以令人滿意的速度在可接受的範圍內運作，因此將其稱為世界上第一款實用化的制導導彈可能更為準確。

## 描述

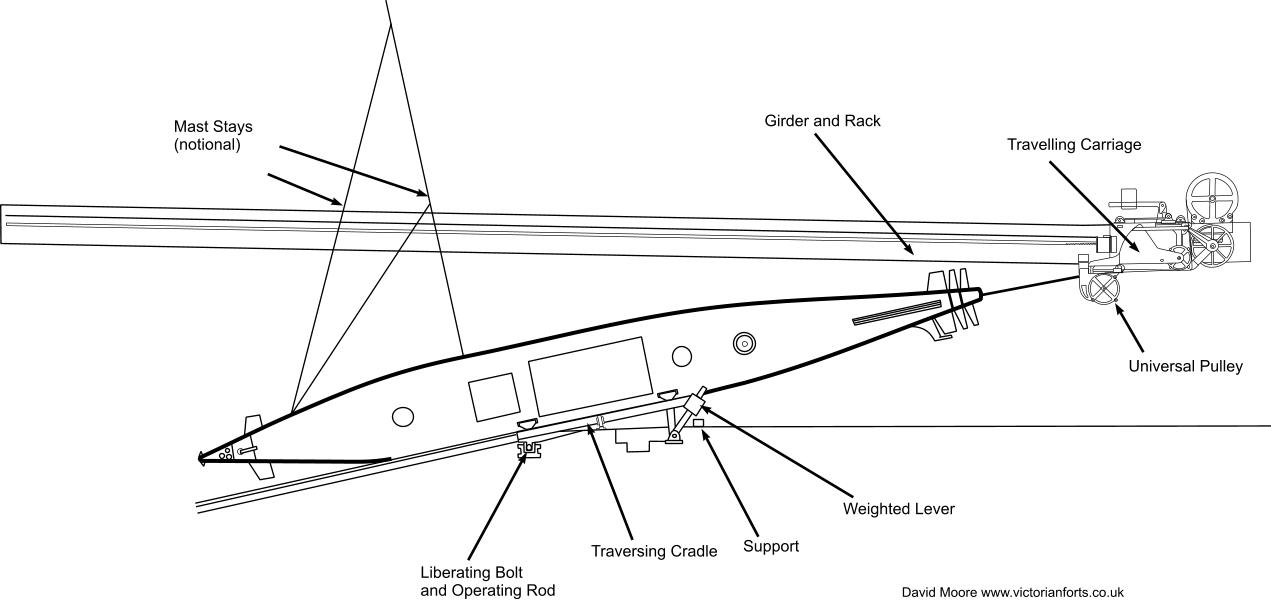
發射一枚布倫南魚雷。

布倫南魚雷的外觀類似於更現代化的魚雷，只是具有扁平的橢圓形橫截面而非現代圓形橫截面。它設計為可以在12英尺（3.66）的恆定深度以下運行，並且裝有剛好能破壞水面的指示桿。晚上，桅杆以上裝有一盞只能從後方看到的小燈。
在魚雷內部裝有兩具一個接一個的鋼製線鼓，每具鋼鼓承載著數千碼的高強度鋼線。鋼鼓通過差速齿轮連接到雙反轉螺旋槳。如果其中一具鼓的旋轉速度快於另一具鼓，則將激活舵。導線的另一端連接到由蒸汽所驅動的繞線所發動機，其佈置使得速度可以在精細範圍以內變化，從而為魚雷提供靈敏的轉向控制。
該魚雷最初採用直徑僅為.04英寸（1.02）的金屬導線達到20節（23.02英里每小時）的速度，但後來更改為.07英寸（1.78），以將其速度提高到27節（31.07英里每小時）。魚雷裝有由深度保持機構所控制的升降器，而前、後方向舵則是由鋼鼓之間的差速器所操縱。
在操作中，魚雷的操作員將置於藉由液壓原理進行抬升、高度可達40英尺（12.19）的伸縮式鋼塔以上。操作員配有一副特殊的双筒望远镜，上面裝有控制裝置，可藉由電氣用以控制雙繞組發動機的相對速度。這樣，他就能夠跟蹤魚雷的軌跡並且以很高的準確性進行操縱。在英國海軍部所進行的測試當中，操作員能夠命中2,000碼（1,828.80）處的浮動物體，並且能夠將魚雷作180度旋轉以從另一側命中目標。

## 歷史
湯姆林森指出，在1874年，布倫南在觀看由傳動帶帶動揮作的刨床時，偶然間發現一個悖論，即是通過向後拉動它可以使得機器向前行駛。:p2且將布倫南對於傳動帶能為刨床提供動力的觀察放大為傳動帶已拉緊，而非傳動側則是鬆弛。這時布倫南認為，如果移除了非傳動側，則有可能將動力傳輸到載具，並且從靜態動力為其提供動力。當時的想法是在載具以上藉由細鐵絲網取代傳動帶。導線被連接到引擎以上以纏繞它，使得鋼鼓旋轉，然後將載具推離起點。他通過棉線捲筒演示了這一點，並且以鉛筆穿過中心的孔。通過將這支鉛筆的末端放在兩本書以上，並且從下面拉動棉花以解開捲軸，他使得捲軸向前滾動；他用力拉得越快，解開棉卷的速度就越快，而捲軸在相反方向上移動得越快。
布倫南開始對這種魚雷進行粗略的素描，隨著這一概念的發展，他尋求墨尔本大学講師威廉·查爾斯·科諾特的數學協助。
經過對單台螺旋槳的早期實驗以後，到了1878年，布倫南製作了一款長約15英尺（4.57）、由鐵製鍋爐板所製成、並且裝有雙反向旋轉螺旋槳的正式工作版本。在維多利亞州威廉姆斯鎮的旱塢所進行的測試成功，並且證明其方向亦可以合理控制，儘管維持深度並不是很容易的事。
同時間，英國海軍部亦指示皇家海軍的澳大利亞中隊所屬的約翰·威爾遜海軍準將（最終升至海軍少將）對該武器進行調查並且向其報告。亞歷山大·肯尼迪·史密斯也在努力爭取維多利亞州政府對該項目的支持，並於1877年10月2日在州議會中提出了這個問題。最終魚雷的研製獲得了一筆贈款，並於1879年3月在墨尔本霍伯森灣成功進行了測試。
以後布倫南建立了布倫南魚雷公司，並且將他的专利權的一半轉讓給了土木工程師約翰·里德利·坦佩利，以換取急需的資金。此後不久，布倫南和坦佩利前往英國，英國海軍部檢查了魚雷，發現它不適合搭載在船上使用。然而，英國陸軍部被證明更容易接受，1881年8月上旬，一個特別的皇家工兵委員會受命在查塔姆檢查的魚雷，並且直接向戰爭大臣休·柴爾德斯報告。該報告強烈建議建造一款由政府承擔費用的改進型號。當時，身為陸軍一部分的皇家工兵負責英國本土的海岸防禦，而皇家海軍則是負責海上防禦。
1883年，布倫南魚雷公司與政府達成協議。新任命的英格蘭設防督察長安德魯·克拉克爵士對魚雷的價值表示讚賞，並於1883年春季，在沿梅德威河以上的施爾尼斯鎮的加里森點堡壘建立了一座實驗站，並且在皇家工兵據點查塔姆軍營當中為布倫南設立了一座車間。在1883年至1885年之間，皇家工兵進行了試射，並且於1886年將魚雷推薦用作港口防禦魚雷。
1884年，布倫南收到陸軍部的來信，稱他們已決定採用他的魚雷進行港口防禦，他獲邀請參加一次會議，以決定其發明的價值。布倫南決定接受40,000英镑以快速解決他的財務問題，但他的商業夥伴J·R·坦佩利卻接管了談判，並且要求100,000英鎊。陸軍部對此表示同意，但表示必須在三年內才支付。布倫南接受了這一要求，但坦佩利又要求再支付10,000英鎊來解決延誤；在經過一些爭執之後，陸軍部同意了，還同意向布倫南支付可觀的工资以擔任生產主管。但這筆醜聞最終導致這筆款項泡湯，而且這筆款簡直是要比僅僅15年前、為懷特黑德魚雷的製造權所支付的15,000英鎊更為奢侈。
布倫南魚雷成為整個大英帝國的標準港口防禦武器，並且使用了15年以上。在英國本土的克利夫堡壘、懷特島阿爾伯特堡壘和普利茅斯都建立了其操作（發射）站。其他（海外的）操作站還包括科克港灣卡姆登堡壘、香港鯉魚門砲台和马耳他里卡索里堡壘和蒂涅堡壘。
1905年，本國港口裝備委員會發表了一份報告，報告中建議將所有布倫南魚雷從固定防禦系統當中撤出，因為它們的射程相對較短，並且難以在夜間發射。布倫南魚雷的製造於1906年完畢。

## 裝置

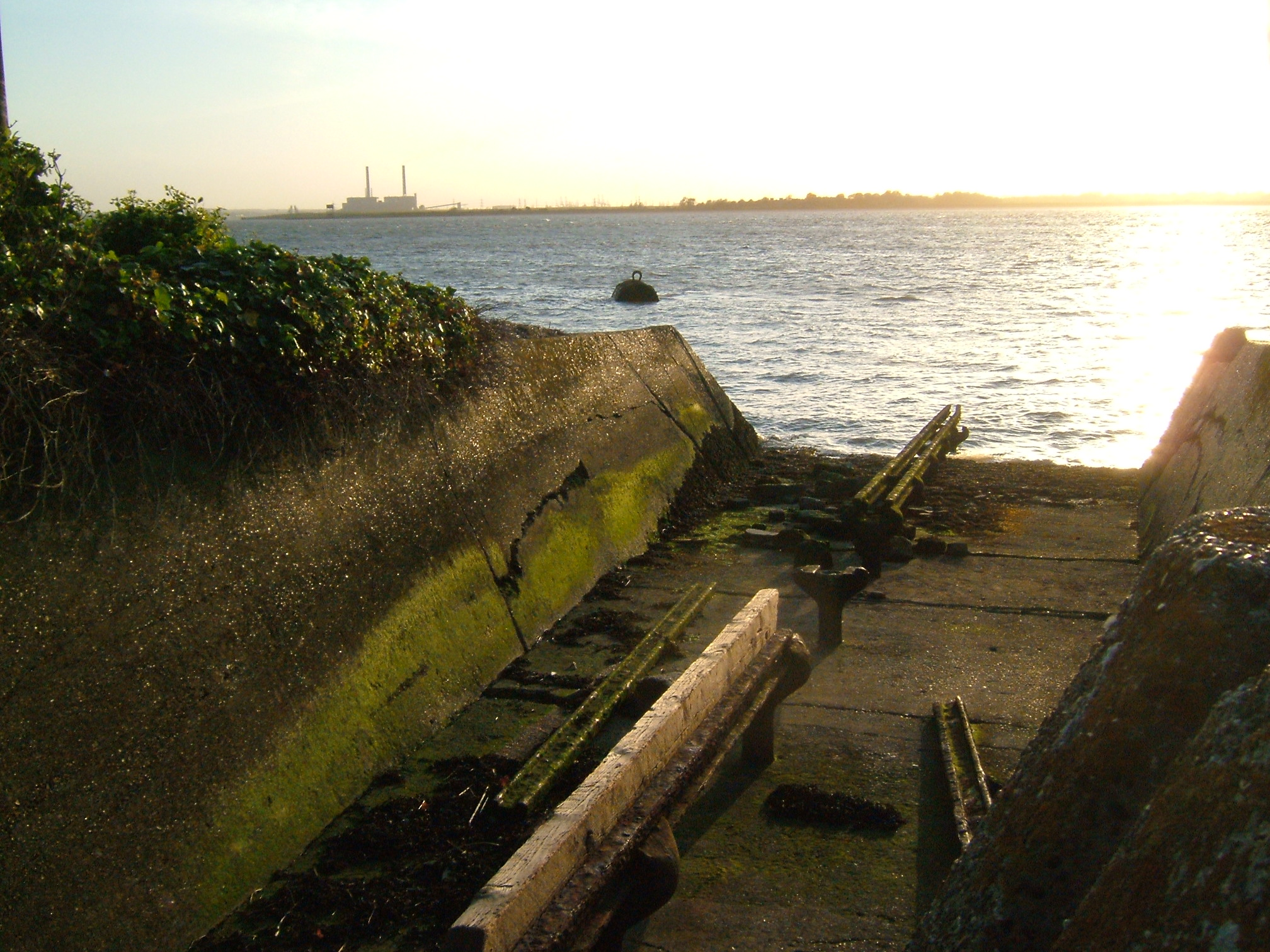
克利夫，肯特堡壘的布倫南魚雷發射軌道的遺跡。

1891年，正如向砲兵處長的報告所述，原定計劃打算建造15座發射站。目前，己知已經完成或當時在進行建造的7座裝置位於泰晤士河（克里夫）、梅德韋（加里森堡壘）、樸次茅斯（懸崖盡頭／艾伯特堡壘）、普利茅斯（碼頭酒窖／考桑德灣）、科克港（卡姆登堡壘）與馬耳他（蒂涅和里卡索利）。而且提議在資金足夠情況以下的進一步選址為普利茅斯（鮑維桑）、米爾福德港、克萊德、福斯、法爾茅斯、香港、新加坡和聖盧西亞。前七個地方都完成了，但是在其他八個當中，就只有香港完成了。在戴爾福德角和米爾福德黑文的大城堡角已經制定設置兩座裝置的計劃，但最終沒有執行。:p28在懷特島的艾伯特堡壘、泰晤士河畔的克利夫堡壘、梅德韋入口的加里森點和馬耳他大港入口的里卡索里堡壘，每個現有的防禦工事都各增加了一座（即共四座）布倫南裝置。除了里卡索里堡壘以外，這些設計均受到了現有結構的限制，從而產生了獨特的設計。另外，位於科克的卡姆登堡壘和馬耳他的蒂涅堡壘的設計、以及擬議的米爾福德港的設計都遵循著非常相似的佈局，而香港鯉魚門的裝置和普利茅斯的碼頭酒窖則是獨立式設計。

### 裝置遺跡

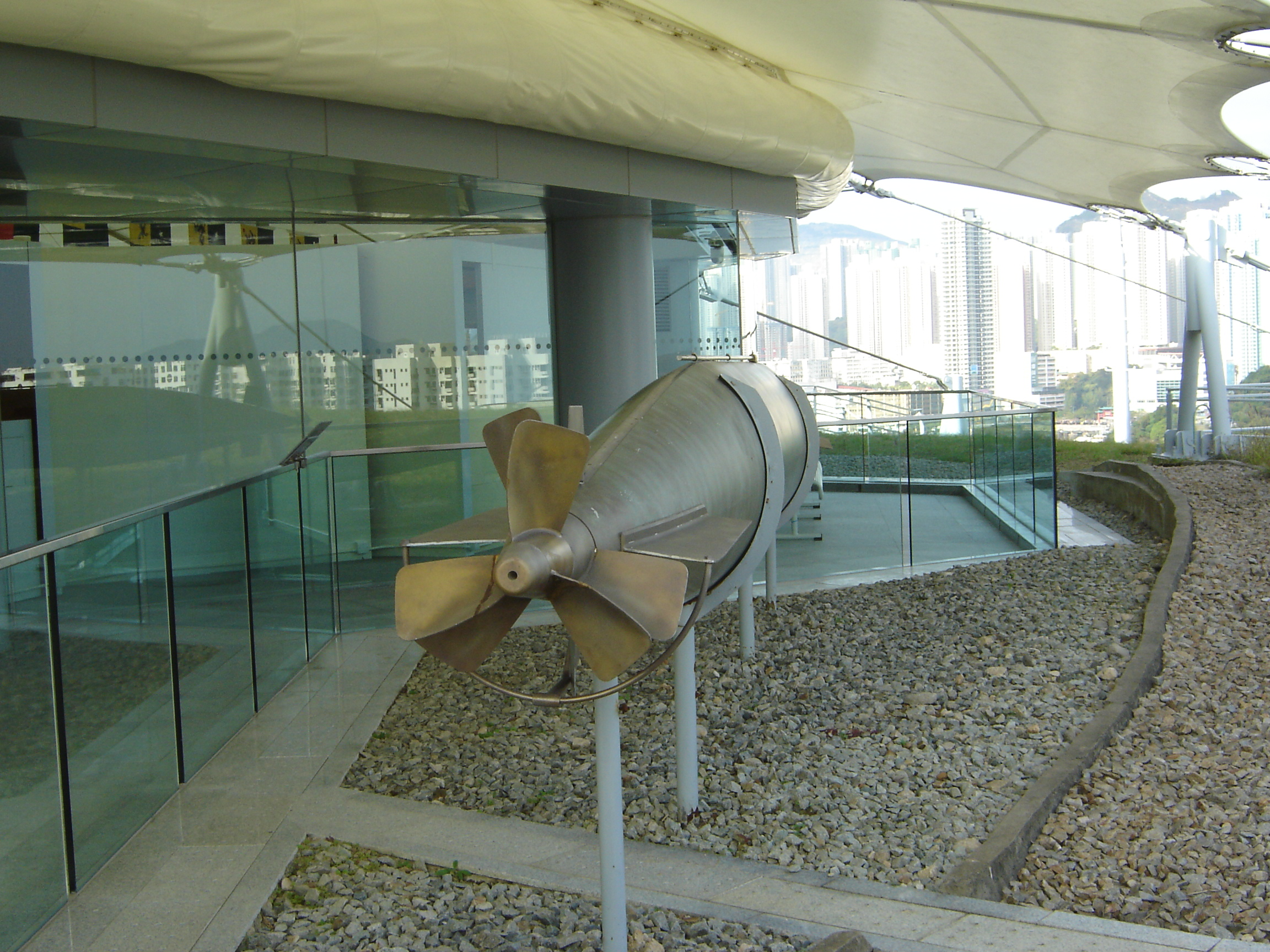
布倫南魚雷複製品尾部，展視其雙反向旋轉螺旋槳。

阿爾伯特堡壘的設施已被完全摧毀。克利夫堡壘的一部分，包括一條滑道和一部分伸縮控制塔仍然存在。加里森點的部分設施獲得倖存，包括堡壘正面的指示站和滑道支座的一部分。在碼頭酒窖的完整裝置仍然存在，
儘管因其後小型潛艇的使用而在過程中對其進行了重大的修改。在馬耳他，蒂涅堡壘的裝置就在以後被改建為布網防禦站，但這些房間仍然存在。在里卡索里堡壘，建築群仍然存在，滑道基本上完好無損。在鯉魚門的裝置已被納入為海防博物館的一部份，並且陳列有布倫南魚雷的復製品。在卡姆登堡壘，儘管大部分裝置仍然存在，但都被廢棄了。

## 尚存的例子
目前唯一剩下的布倫南魚雷原件就在肯特郡查塔姆的皇家陸軍工兵博物館所展出。但是直到目前，在科克郡的卡姆登堡壘的裝置痕跡仍然可見。香港鯉魚門砲台還有一枚陳列品，其中展示了仿製的布倫南魚雷，其側面被切掉，因此可以看到其工作原理。

## 資料來源
1. ↑  Gray, Edwyn. . Naval Institute Press. 2004. ISBN 1-59114-341-1.
2. ↑  .   [27 June 2013]. （原始内容存档于2020-01-12）.
3. 1 2  Gray, Edwyn. . Naval Institute Press. 2004. ISBN 1-59114-341-1.
4. ↑  Tomlinson, Norman (1980). Louis Brennan: Inventor extraordinaire, p. 12. John Hallewell Publications, Chatham, Kent.. ISBN 978-0905540184.
5. 1 2  Beanse, Alec (2012). The Brennan Torpedo, xxp. 28xx. Publisher unknown. ISBN 978-0954845360.
6. ↑  National Archive in WO32/6064 In minute to Director of Artillery from  Inspector  General  of Fortifications.

## 外部連結
- （英文）—Victorian Forts - Brennan Torpedo. （页面存档备份，存于）
- （英文）—Brennan Torpedo 1887 （页面存档备份，存于） - animation showing mechanism and use.
- （英文）—YouTube animation showing the Brennan torpedo station at Camden Fort Meagher, Cork